# 두라크

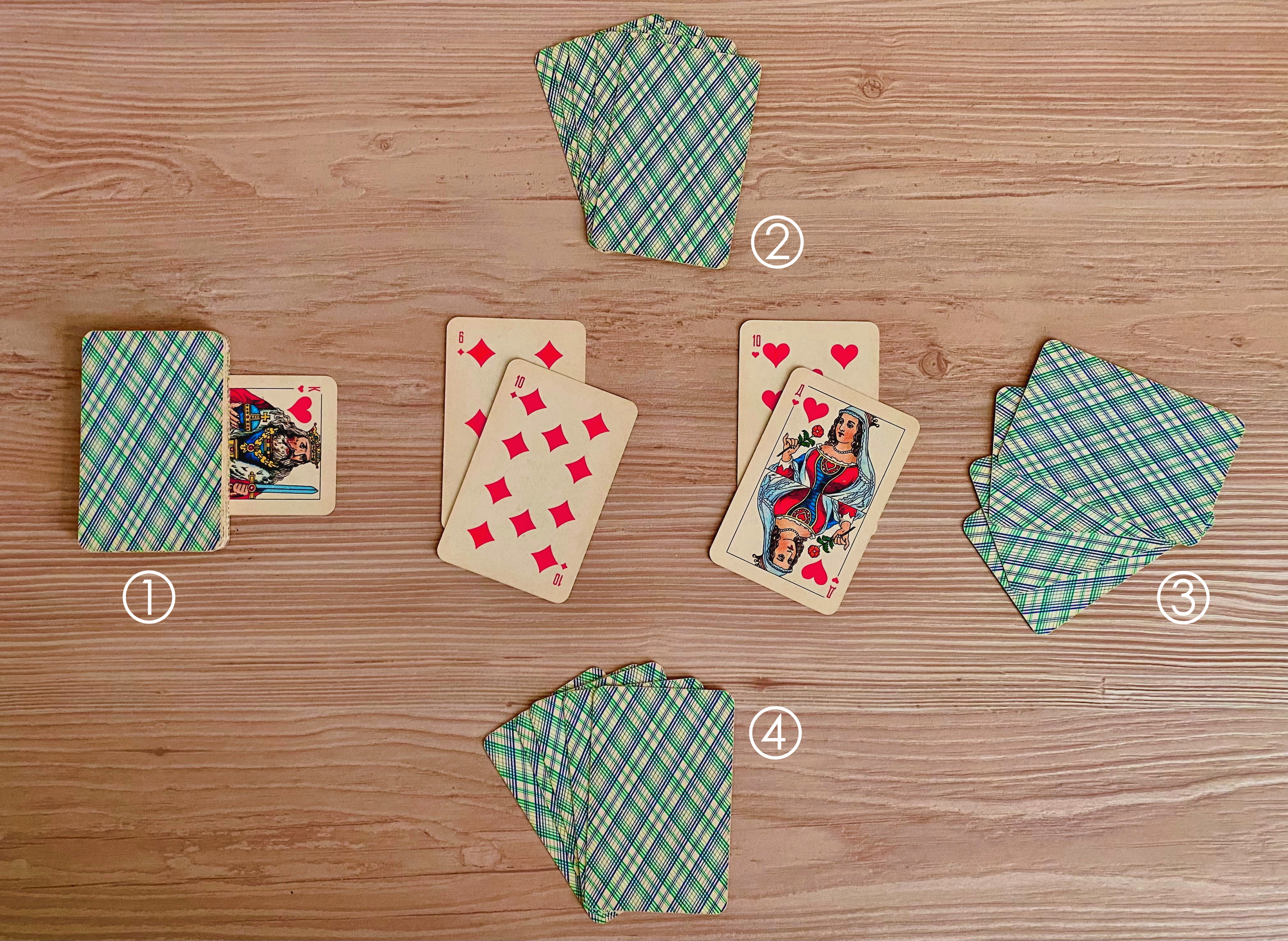
두라크

두라크(러시아어: Дурак)는 카드 게임 중 하나로, 구소련 국가에서 인기있었다. 두라크는 19세기에 당초 평민 사이에만 유행하였지만, 현재는 러시아에서 가장 번성한 카드 놀이 중 하나이다.